# Marcel Prunera Colomer
Marcel Prunera Colomer (Molins de Rei, 24 d'octubre de 1972) és un empresari i inversor català. És president de l'empresa immobiliària Guinot Prunera, cofundador de Crea Inversión, i membre de diversos consells d'administració.

## Trajectòria
Tercer membre d'una nissaga d'empresaris vinculats a la gestió immobiliària a Molins de Rei, va estudiar economia a la Universitat de Barcelona i va completar els estudis amb un màster en gestió immobiliària.
Va començar a treballar a Coopers, però després va entrar a l'empresa familiar de gestió immobiliària. El 2001 fou nomenat president de les Joves Cambres de Catalunya. Més endavant va decidir fer un descans en la gestió de l'empresa familiar i es va posar a estudiar el doctorat en ciències polítiques. Entre 2005 i 2010 va treballar a la Generalitat de Catalunya dins l'equip d'Antoni Castells com a Director General de Promoció Econòmica, des d'on va promoure un programa públic d'emprenedoria social. També fou cap de Relacions Institucionals al Gabinet del Conseller. El 2010 va deixar el sector públic, "cansat de la lentitud i ineficiència de l'administració pública".
Abans de tornar a l'empresa familiar, va iniciar diversos projectes d'inversió i emprenedoria en el sector privat. Entre d'altres, va iniciar projectes com Future Companies o Crea Inversión, amb Marc Murtra, actual President d'Indra; Imacity, amb Dani de Torres, fent consultoria sobre el futur de les ciutats o sobre incubadores de negocis. Fou un dels anomenats joves blackberries, d'empresaris i emprenedors propers al PSC.
De nou en l'àmbit del negoci familiar, va ser nomenat president de la companyia, i va ser un dels promotors de la fusió empresarial entre la família Tomàs, de Guinot i la família Prunera, donant lloc a un referent del sector català d'administració de finques i immobiliari. A l'empresa familiar, el 2019 va començar un procés d'adquisició i fusió amb altres projectes empresarials del sector per guanyar pes de mercat, i el 2023 va anunciar en una entrevista que preveu multiplicar per quatre la facturació de Guinot Prunera.
Més enllà de l'empresa familiar és o ha sigut integrant de diversos projectes empresarials i participa com inversor, com a membre de junta o al consell assessor de diversos organismes, empreses i iniciatives culturals, com per exemple al consell de mecenatge de la Fundació Catalunya Cultura, al comitè executiu de Barcelona Global, el patronat de la Fundació Pasqual Maragall i al BarcelonaBeta Brain Research Center, entre d'altres. També és fundador i professor del Postgrau en Estratègia i Competitivitat Regional de la Universitat Politècnica de Catalunya.
En l'àmbit privat, és pare de tres fills.

## Publicacions destacades
- Atracció de talent, una variable competitiva[15]